# Illana (Hiszpania)
Illana – gmina w Hiszpanii, w prowincji Guadalajara, w Kastylii-La Mancha, o powierzchni 70,33 km². W 2011 roku gmina liczyła 893 mieszkańców.